# 日豐海岸國定公園
日豐海岸國定公園，是位在日本大分縣、宮崎縣的國定公園。1974年2月15日指定。總面積8,518ha。

## 主要景點
- 佐賀關半島
- 豐後二見浦
- 元猿海岸
- 波當津海岸
- 日向岬

## 關連市町村
- 大分縣 - 大分市、佐伯市、臼杵市、津久見市
- 宮崎縣 - 延岡市、日向市、門川町

## 關連項目
- 國定公園

## 外部連結
- （日語）自然公園の状況